# Simfonia núm. 5 (Bruckner)
La Simfonia núm. 5 en si bemoll major d'Anton Bruckner va ser escrita entre 1875 i 1876, i va sofrir lleus canvis durant els següents anys. Es va interpretar en públic per primera vegada en una transcripció per a dos pianos per Joseph Schalk i Franz Zottmann l'abril de 1887 a la Bösendorfersaal de Viena. La primera interpretació orquestral la va dirigir Franz Schalk a Graz, el 9 d'abril de 1894 (Bruckner es trobava malalt i no va poder assistir-hi: mai va poder escoltar la seva simfonia interpretada per una orquestra). La partitura està dedicada a Karl von Stremayr, ministre d'educació de l'Imperi Austrohongarès.

## Origen i context
«Només tinc el Conservatori, amb el qual és impossible viure. Ja al setembre, i més endavant, vaig haver de demanar diners en préstec perquè l’alternativa era passar gana. Ningú no m’ajuda; Stremayr promet... però no fa res. Afortunadament, alguns estrangers han vingut i prenen classes amb mi; si no fos així, hauria de demanar almoina. Vaig demanar classes a tots els primers professors de piano; tots van prometre, però, a part d'unes poques lliçons de teoria, no he obtingut res. Vostè veu que la situació s'està posant seriosa. M’aniria de bon grat a l’estranger si pogués aconseguir una posició per a guanyar-me la vida. Cap a on hauria d'anar? No hauria anat a Viena en tota la vida si ho hagués sabut abans. (…) La meva vida ha perdut tota alegria i plaer — en va i per no res.»
L’any 1875, en aquesta carta al seu amic i mecenes Moritz von Mayfeld, Anton Bruckner expressava un gran pessimisme sobre la seva precària situació personal. Durant els anys a Linz, Mayfeld, jurista i músic, havia estat un gran suport per a Bruckner, que sovint assistia a les vetllades musicals que organitzava la seva família. Malgrat les dificultats, fou en aquest context que Bruckner va iniciar la composició de la seva Cinquena Simfonia. Tot i que les circumstàncies personals de Bruckner sovint s’han utilitzat per emfatitzar la seva "grandesa solitària", els elements biogràfics van tenir poca influència en la seva obra. Per exemple, malgrat assistir a l’estrena de L’anell del nibelung de Wagner durant la composició de la Cinquena Simfonia, aquesta no en reflecteix traços significatius. De manera sorprenent, Bruckner va completar la simfonia en només quinze mesos, un temps relativament curt tenint en compte les seves dimensions, especialment perquè componia a temps parcial mentre treballava com a docent.
Entre 1861 i 1863, Bruckner va estudiar a fons obres orquestrals amb Otto Kitzler. A més dels grans noms habituals (Beethoven, Mendelssohn, Wagner), Ludwig Spohr també va influir-lo amb la seva Simfonia núm. 5, molt valorada en els cercles vienesos. Spohr va ser un compositor respectat i amic de Beethoven, i va tenir una carrera destacada a Viena com a violinista i director, contribuint així al creixement musical de Bruckner. Spohr va innovar vinculant els moviments d'una simfonia en parelles amb temes relacionats, i Bruckner va seguir aquest mètode en la seva Cinquena Simfonia. Va utilitzar tonalitats principals per als moviments exteriors i interiors, amb temes idèntics en l’Adagio i l'Scherzo, desenvolupant així una estructura simètrica reforçada per l'inici similar del primer moviment i el final.
La Cinquena Simfonia de Bruckner és única per començar amb una introducció lenta que torna a aparèixer a la secció de desenvolupament. El segon tema del primer moviment fa referència al final de la quarta simfonia de Spohr, amb un caràcter coral i pizzicati. El gran final de Bruckner, estructurat en forma de fuga i doble fuga, s’inscriu en una tradició que comença amb la Simfonia Júpiter de Mozart, la primera amb un final d’aquesta mena.
Bruckner va iniciar la composició de la Cinquena Simfonia el 14 de febrer de 1875 i la va completar el 16 de maig de 1876, tot i que va dedicar-se a revisar-la entre el maig de 1877 i el 4 de gener de 1878. Va fer alguns retocs als dos primers moviments entre el maig de 1877 i el 4 de gener de 1878 sense canviar la seva essència compositiva. Només va afegir la tuba baixa, utilitzada de manera selectiva: no apareix en l'adagio, s'empra en el primer moviment per crear un "so gran" i es limita a les seqüències corals i la coda del final, sense ser utilitzada per "completar" el so. Va seguir fent-hi modificacions puntuals fins al 1887.
Aquesta obra va romandre guardada durant quinze anys fins que va tenir lloc la primera interpretació a Graz el 8 d'abril de 1894, dirigida per Franz Schalk. Però Bruckner, malalt, mai va escoltar-la en versió orquestral. La tardana presentació es va deure al fet que la partitura no s'havia imprès i, tot i que va guanyar reconeixement internacional a partir de 1885, cap director va mostrar interès en la Cinquena. Aquestes circumstàncies van contribuir a preservar l'obra de les revisions que el compositor podria haver estat temptat a fer. Tot i que Schalk va modificar la partitura original, afegint instruments i reorquestrant-la per adaptar-la a la grandiositat postwagneriana, amb retallades significatives i alteracions de les notes de Bruckner. Aquesta versió va ser l'única disponible fins al 1936, quan es va publicar l'edició original de Robert Haas. L'edició de Leopold Nowak, publicada el 1951, era pràcticament indistingible de la de Haas.
La Cinquena Simfonia de Bruckner es caracteritza per un so esvelt i objectiu, centrat en les relacions harmòniques. Cada moviment comença amb un baix pizzicato, i el primer moviment presenta tres temes superposats: una frase solemne en si bemoll, un arpegi vigorós en sol bemoll amb un coral de metall, i un tema ràpid en la major. La introducció lenta condueix a un Allegro amb un primer tema distintiu de Bruckner. El segon tema, interpretat per violins sobre acords pizzicato, es desenvolupa a través de tonalitats allunyades, amb contrapunt i cànons. Finalment, el moviment culmina amb un coral per a metalls que reintrodueix el primer tema i acaba de manera triomfal.

## Moviments
1. Adagio, allegro moderato (si bemoll major)
2. Adagio: sehr langsam (re menor)
3. Scherzo: molto vivace (re menor)
4. Finale. Adagio, allegro moderato (si bemoll major)

Els moviments primer, segon i quart comencen amb cordes en pizzicato, mentre que l'scherzo ho fa amb cordes en staccato, però en tots els casos compartint figures simètriques en la melodia. L'obra comença amb una majestuosa introducció lenta, que progressa en un moviment principal en forma sonata. Com acostuma a fer Bruckner, l'exposició d'aquest moviment conté tres grans regions tonals, en lloc de dos, com és usual.
El material bàsic del moviment lent i de l'scherzo són molt similars, encara que, per descomptat, en diferents tempos i ritmes, i amb diferents desenvolupaments.
El final s'obre de forma anàloga al primer moviment, i en la seva introducció incorpora cites temàtiques dels moviments anteriors (a la manera de la Novena de Beethoven), alhora que comença a introduir nou material, que aviat es converteix en el tema principal de l'Allegro moderato, una altra forma de sonata que conté seccions escapolides i corals d'elaborat contrapunt.

### Els pensaments de Jochum
El conegut director de Bruckner, Eugen Jochum, va escriure amb detall sobre els reptes interpretatius de la simfonia, assenyalant que, a diferència de la Setena Simfonia, "El clímax no es troba només en l'últim moviment, sinó just al final, en el cor. El primer, segon i tercer moviment semblen gairebé una vasta preparació. Aquest caràcter preparatori s'aplica especialment al primer moviment, la introducció del qual és una base a gran escala destinada a suportar el pes dels quatre moviments.". Com a prova, va detallar la manera com funcionen els materials temàtics de la introducció en moviments posteriors, i va dir que l'intèrpret "ha de dirigir-ho tot cap al Finale i el seu final... i contínuament mantenir alguna cosa en reserva per a la conclusió".
Jochum també va parlar de l'elecció del tempo, així com de les seves relacions i modificacions, com un element clau per aconseguir direcció i unitat en tota la simfonia. Va considerar que les negres en la introducció del primer moviment representaven "el tempo fonamental". A més, va escriure que, en la doble fuga del Finale, "no n'hi ha prou amb destacar els temes com a tals, ja que les parts subsidiàries serien massa fortes." Per obtenir la claredat contrapuntística desitjada, va detallar les subtileses dinàmiques necessàries. Jochum va atribuir elements de l'orquestració de Bruckner, així com les seves indicacions precises d'articulació, al seu coneixement de l'orgue.

### Primer moviment
L'obra comença amb una majestuosa introducció lenta que, tot i que comença en si♭ major, recorre diverses tonalitats:
Audio playback is not supported in your browser. You can download the audio file.
Aquesta és l'única de les simfonies de Bruckner que comença amb una introducció lenta, però totes les altres, excepte la Simfonia núm. 1, comencen amb seccions que són com introduccions en tempo, afegint-se al material principal, com l'obertura de la Novena de Beethoven. Finalment, s'inclina molt cap a re major sense tonificar-lo. La introducció progressa en un moviment principal en forma sonata. Després d'un clímax en la major, la textura s'aprima fins que només queda un tremolo de violí. Aquest tremolo, comença en la, després es mou a re, cosa que suggereix que re esdevindrà un punt focal tonal. En canvi, el tema d'obertura és en si♭ menor:
Audio playback is not supported in your browser. You can download the audio file.
Com en gran part de la música de Bruckner, l'exposició d'aquest moviment conté tres regions tonals principals en lloc de les dues habituals. El segon grup temàtic està en fa menor i consta d'una petita forma ternària, amb seccions en fa menor, re bemoll major i fa menor.
Audio playback is not supported in your browser. You can download the audio file.
Bruckner introdueix el tercer tema en una tonalitat no preparada (re bemoll major):
Audio playback is not supported in your browser. You can download the audio file.
En la recapitulació, la tonalitat dels temes avança des de si♭ menor a sol menor fins a mi♭ major. La coda comença en si♭ menor, però finalment canvia al mode major paral·lel.

### Segon moviment
El material principal dels moviments Adagio i Scherzo és semblant, encara que s'escolta, per descomptat, en diferents tempos i llançant diferents desenvolupaments. L'Adagio es basa principalment en l'alternança de dues seccions temàtiques, la primera de les quals presenta una superposició mètrica de sis contra quatre.
Audio playback is not supported in your browser. You can download the audio file.
El segon inclou un coral a les cordes:
Audio playback is not supported in your browser. You can download the audio file.

### Tercer moviment
L'Scherzo d'aquesta simfonia és únic en tots els scherzi de Bruckner; l'scherzo està en una forma sonata de tres temes en lloc de la forma binària habitual. El moviment s'obre a un ritme alt abans de reduir la velocitat per al segon tema (la línia de baix és la mateixa que la que obre l'Adagio):
Audio playback is not supported in your browser. You can download the audio file.
El segon tema és en un tempo més lent:
Audio playback is not supported in your browser. You can download the audio file.
Abans que aparegui el tercer tema, el tempo s'eleva amb un accelerando. Després d'això, l'scherzo passa pel seu desenvolupament i recapitulació, preparant l'escenari per al trio:
Audio playback is not supported in your browser. You can download the audio file.
Jochum sobre la significació de la marca de punta de fletxa staccato a l'Scherzo: "els staccati han de ser molt curts, com un cop sec. Hi ha d'haver alguna cosa inquietant en tot el conjunt. En la segona indicació de tempo ("significativament més lent"), comença una dansa camperola realment animada de l'Alta Àustria: aquí les negres haurien de ser més aviat curtes i juganeres, amb cada nota lleugerament accentuada. També en el Trio, especialment en la secció de piano, els accents han de ser breus, lleugers i efervescents. Les marques aquí indiquen staccati reals: les corxeres en les flautes i els primers violins abans de la Lletra A han de ser molt lleugeres, delicades i curtes. D'altra banda, en el descens dels violoncels i contrabaixos just després de la lletra A, els asts signifiquen una línia arrodonida, i les notes marcades amb aquest signe han de sonar amb un vibrato audible i no ser massa curtes."

### Quart moviment
El llarg Finale s'obre de la mateixa manera que el primer moviment, però aviat s'allunya per introduir gradualment nou material que esdevé la font dels temes de l'⁣Allegro moderato, una altra forma sonata que conté en el seu curs seccions fugals i corals de contrapunt elaborat. La hibridació de la forma sonata i els elements fugals és un segell distintiu d'aquest moviment.
El primer grup temàtic es tracta com una exposició de fuga amb el tema principal del moviment com a tema:
Audio playback is not supported in your browser. You can download the audio file.
A continuació, un segon grup no fugal basat en el segon tema de l'Scherzo que funciona com un episodi:
Audio playback is not supported in your browser. You can download the audio file.
El tercer tema presenta octaves descendents prominents, un gest que es veu al primer tema:
Audio playback is not supported in your browser. You can download the audio file.
L'exposició es tanca amb un gest coral, que recorda l'⁣Amén de Dresden⁣:
Audio playback is not supported in your browser. You can download the audio file.
Aquest material temàtic s'explota posteriorment en el desenvolupament com a base per a un segon tema de fuga:
Audio playback is not supported in your browser. You can download the audio file.
Al compàs 270, tots dos temes fugals s'entonen simultàniament. La presentació simultània del tema fugal també es produeix al començament de la recapitulació (compàs 374). Quan comença el tercer grup de la recapitulació, també es presenta el primer tema del primer moviment; el material del primer moviment tanca la simfonia, contribuint molt a les seves propietats cícliques.

## Versions

### Versió de 1876
La primera versió no ha sobreviscut en la seva integritat, i no ha estat gravada.

### Versió de 1878
És la versió que s'interpreta normalment. Existeix en les edicions de Robert Haas (publicada en 1935) i Leopold Nowak (publicada en 1951), que no presenten diferències significatives entre elles.

### Versió de 1896
La primera versió publicada, la mateixa que es va escoltar en l'estrena de l'obra, va ser editada per Franz Schalk. No és clar quantes de les diferències entre aquesta versió i la de 1878 es deuen a Bruckner i quantes a Schalk, però està generalment acceptat que la major part dels canvis no van ser aprovats per l'autor. Schalk va transformar la instrumentació per fer-la sonar més wagneriana. Els canvis més significatius apareixen en l'extensa coda del final, on Schalk va afegir platerets i triangle, així com va doblar els instruments de metall, per donar una lluentor i potència més gran al passatge.

## Orquestració
- 2 flautes.
- 2 oboès.
- 2 clarinets en si bemoll.
- 2 fagots.
- 4 trompes en fa.
- 3 trompetes en fa.
- 3 trombons (alt, soprano i baix).
- 1 tuba
- timbals.
- cordes (violins primers i segons, violes, violoncels i contrabaixos).

## Discografia seleccionada
- 1942 Wilhelm Furtwängler / Orquestra Filharmònica de Berlín - Testament Records
- 1956 Hans Knappertsbusch / Orquestra Filharmònica de Viena - Decca[nota 2]
- 1958 Eugen Jochum / Orquestra Simfònica de la Ràdio de Baviera - DG
- 1964 Eugen Jochum / Orquestra del Concertgebouw - Philips[nota 3]
- 1967 Otto Klemperer / New Philharmonia Orchestra - EMI
- 1970 Lovro von Matacic / Orquestra Filharmònica Txeca - Denon
- 1971 Jascha Horenstein / Orquestra Simfònica de la BBC - BBC
- 1985 Sergiu Celibidache / Orquestra Filharmònica de Múnic - DVD Arthaus Musik
- 1986 Eugen Jochum / Orquestra del Concertgebouw - Tahra[nota 4]
- 1988 Bernard Haitink / Orquestra Filharmònica de Viena - Philips
- 1989 Gunter Wand / Orquestra Simfònica de la NDR - BMG
- 1993 Sergiu Celibidache / Orquestra Filharmònica de Múnic - EMI
- 1999 Giuseppe Sinopoli / Staatskapelle Dresden - DG
- 2004 Nikolaus Harnoncourt / Orquestra Filharmònica de Viena - BMG
- 2010 Herbert Blomstedt / Orquestra del Gewandhaus de Leipzig - Querstand